# Ватерло
Ватерло (вал. Waterlô) је општина у Белгији, близу Брисела. Овдје се збила чувена битка код Ватерлоа (18. јуна 1815. године), измећу француских снага Наполеона I Бонапарте с једне, британских, холандских и њемачких снага под командом војводе од Велингтона и пруских снага под вођством генерала Блихера с друге стране. Ова битка је била последњи покушај за Наполеона I да порази савезнике. Због несређених односа у Европи, и катастрофалних грешака маршала Неја и Грушија (упркос чињеници да је у почетку имао успјеха), Наполеон I је доживио пораз и био је присиљен да абдицира.

## Становништво
Према процени, у општини је 1. јануара 2015. живело 29.568 становника.
| 2000. | 2010. | 2015. |
| ----- | ----- | ----- |
| 28986 | 29598 | 29568 |

## Партнерски градови
- Рамбује
- Nagakute
- Диферданж
- Корнтал-Минхинген